# Gymnázium Nad Alejí
Gymnázium Nad Alejí (oficiálně Gymnázium, Praha 6, Nad Alejí 1952, zkratka GNA) je střední škola v Praze 6–Břevnově, která poskytuje osmileté a čtyřleté studium s rozšířenou výukou angličtiny. Školní vzdělávací program se jmenuje Alejí ke vzdělání.

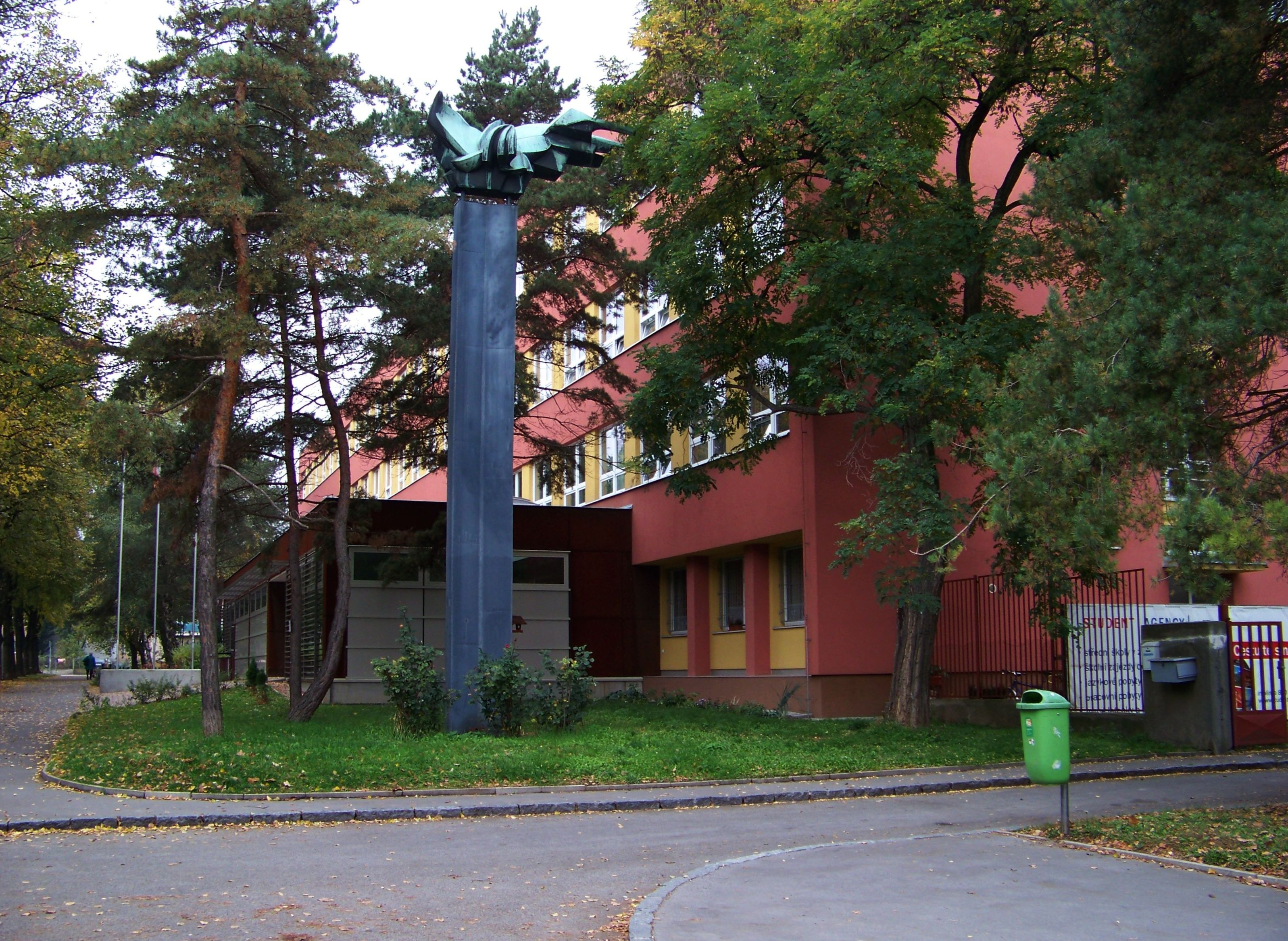
Hlavní vchod

Gymnázium vzniklo v roce 1984. V druhé polovině osmdesátých let začali jeho studenti vydávat vlastní časopis Hlasy aleje. a momentálně vydávají časopis Aleo. V současné době zde učí lektoři z USA, Španělska, Velké Británie, Německa a jiných zemí. Historie školy je úzce spjata s Akademickým gymnáziem Štěpánská.

## Seznam ředitelů
- Anna Juráková-Dvořáčková (1984–1996)
- Vlasta Bílková (1996–2005)
- Jiří Benda (od 2005)

## Vedení školy
Ředitelem je Jiří Benda, jeho zástupci jsou Zuzana Machátová a Jiří Hruška.

## Výuka anglického jazyka
Od primy je povinná výuka anglického jazyka v dotacích čtyři hodiny týdně a tři ve vyšších ročnících. Od kvart jsou vyučovány zvláštní předměty rodilými mluvčími. Patří mezi ně reálie (vyučovány v kvintě a sextě, respektive v 1. a 2. ročníku), nebo literatura anglicky mluvících zemí (septima/3. ročník), v kvartě předmět s názvem World Is Small (tedy Svět je malý), koncipovaný jako první konverzace a setkání s rodilým mluvčím. Na vyšším gymnáziu mají studenti možnost složit zkoušky FCE nebo CAE. V tercii a sextě se pořádají jazykové kurzy v Anglii a Skotsku.
Na škole má silnou tradici Anglická debatní liga, zdejší studenti patří k republikové špičce a často reprezentují ČR na mezinárodních soutěžích.

## Známí absolventi
- Pavel Žáček (* 1969), historik
- Barbora Kroužková (* 1973), televizní moderátorka
- Karin Babinská (* 1974), filmová režisérka

- Tomáš Chalupa (* 1974), politik

- Josef Neumann (* 1974), ekonom a generální ředitel PepsiCo pro střední a jihovýchodní Evropu[7]

- Vojtěch Bernatský (* 1975), televizní sportovní reportér
- Michal Vabroušek, (* 1975)první český mistr světa ve veslování
- Karolína Peake (* 1975), politička
- Blanka Čechová (* 1980), spisovatelka a novinářka
- Divadlo VOSTO5 založili v roce 1996 maturanti Petr Prokop, Ondřej Cihlář, David Kašpar, Andrea Volfová, Magdalena Černoušková, Helena Sadílková, Petr Otipka ad.

## Poloha
Gymnázium se nachází v Praze 6, na sídlišti Petřiny, nedaleko hranice historických čtvrtí Břevnov a Veleslavín, v blízkosti obory Hvězda. Je obslouženo autobusy z oblasti Jihozápadního města, Smíchova a Ruzyně, či tramvajemi, které spojují Petřiny s centrem města a dalšími okrajovými částmi. Od roku 2015 je v blízkosti gymnázia umístěna stanice metra A – Petřiny.
Adresa školy je Nad Alejí 1952/5, Praha 6–Břevnov, 162 00.